# Emilija Dragiewa
Emilija Dragiewa (bulgarisch Емилия Драгиева, engl. Transkription Emiliya Dragieva; * 11. Januar 1965) ist eine ehemalige bulgarische Hochspringerin.
Ihr einziger bedeutender internationaler Erfolg ist der Gewinn der Bronzemedaille bei den Leichtathletik-Hallenweltmeisterschaften 1987 in Indianapolis hinter ihrer Landsfrau Stefka Kostadinowa und Susanne Beyer aus der DDR. Es war der erste Wettkampf überhaupt, bei dem drei Frauen eine Höhe von zwei Metern bewältigten.

## Persönliche Bestleistungen
- Hochsprung: 1,94 m, 31. Mai 1987, Sofia
  - Halle: 2,00 m, 8. März 1987, Indianapolis